# Jamaikaspecht
Der Jamaikaspecht (Melanerpes radiolatus) ist eine Vogelart aus der Familie der Spechte (Picidae). Diese mittelgroße Spechtart ist ein Endemit Jamaikas. Die Tiere bewohnen ein weites Spektrum baumgeprägter Landschaften von Mangrove und montanen Regenwäldern bis zu baumbestandenen Viehweiden, Zitronen- und Kokospalmenplantagen. Jamaikaspechte fressen viele Arten von Früchten und Beeren sowie Insekten und andere Wirbellose, vor allem Heuschrecken, Schmetterlinge, Käfer und deren Larven. Außerdem werden auch kleine Echsen erbeutet. Die Art ist relativ häufig und wird von der IUCN als  (=least concern – nicht gefährdet) eingestuft.

## Beschreibung
Jamaikaspechte sind mittelgroße Spechte mit langem, zugespitztem und an der Basis recht breitem Schnabel. Der Schnabelfirst ist nach unten gebogen. Die Körperlänge beträgt 24–26 cm und das Gewicht 92–131 g; sie sind damit etwas größer als ein Buntspecht und deutlich schwerer. Die Art zeigt wie die meisten Spechtarten einen deutlichen Geschlechtsdimorphismus bezüglich der Färbung. Weibchen sind außerdem etwas kleiner und leichter als die Männchen.
Bei beiden Geschlechtern ist die gesamte Oberseite einschließlich Flügel und Schwanz auf schwarzem Grund fein weiß quergebändert, die Bänderung fehlt nur auf den äußeren Handschwingen. Die Unterseite des Rumpfes ist überwiegend einfarbig dunkel oliv. Die Beinbefiederung, die Bauchseiten und die hinteren Flanken zeigen auf diesem Grund eine schwärzliche, pfeilspitzenartige Bänderung. Die Bauchmitte ist diffus gelb bis rötlich. Die Unterflügel sind bräunlich schwarz mit weißer Querbänderung. Die Schwanzunterseite ist etwas heller braunschwarz als die Oberseite mit einem Olivton auf den Außenfedern.
Männchen sind am Schnabelgrund vor dem Auge, auf Kinn und Kehle sowie an den Kopfseiten fast einfarbig weiß mit einem Grau- oder Olivton auf den hinteren Ohrdecken. Der vordere Oberkopf ist ebenfalls weißlich, der übrige Oberkopf, Hinterkopf und Nacken sind leuchtend rot. Beim Weibchen ist der Oberkopf grau oder dunkelgrau, manchmal mit einem bräunlichen Hauch oder teilweise schwarz, die Rotfärbung ist auf Hinterkopf und Nacken beschränkt.
Der Schnabel ist schwarz, Beine und Zehen sind schieferschwarz. Die Iris ist rot, bei Jungvögeln braun, der Augenring grau bis braun. Die innerartliche Variabilität ist sehr gering und es werden keine Unterarten anerkannt.

## Lautäußerungen
Für die Art ist eine Reihe von Rufen bekannt, vor allem ein manchmal zwei- oder dreimal wiederholtes, lautes „kääää“. Ein besonders lautes „kääääh“ dient offenbar der Revierabgrenzung. In der Brutzeit wird „kirr, kirr“ oder „wii-chä, wiichä“ gerufen. Beide Geschlechter trommeln in der Brutzeit.

## Verbreitung und Lebensraum
Diese Spechtart ist ein Endemit Jamaikas und dort die einzige Spechtart. Das Gesamtverbreitungsgebiet umfasst nur etwa 11.000 km². Die Tiere bewohnen ein weites Spektrum baumgeprägter Landschaften von Mangrove und montanen Regenwäldern bis zu baumbestandenen Viehweiden, Zitronen- und Kokospalmenplantagen.

## Ernährung
Die Nahrungssuche erfolgt überwiegend auf Bäumen, meist an der Basis und an den Enden von Ästen  der Kronenmitte. Die Nahrung wird überwiegend schnappend (bei Früchten) und sondierend oder stochernd erlangt, weniger häufig durch Hacken sowie durch Ablesen und gelegentlich bei der Flugjagd. Diese Spechte fressen viele Arten von Früchten und Beeren sowie Insekten und andere Wirbellose, vor allem Heuschrecken, Schmetterlinge, Käfer und deren Larven. Außerdem werden auch kleine Echsen erbeutet. Auf pflanzliches Material entfällt etwa die Hälfte der Nahrung.

## Fortpflanzung
Jamaikaspechte leben in Paaren. Die Brutzeit reicht von Dezember bis August, Gelege werden zwischen Januar und Juli gezeitigt. Die Höhlen werden meist in 5–10 m Höhe in toten Stämmen, in toten Ästen lebender Bäume oder in Holzpfählen angelegt. Beide Partner beteiligen sich am Höhlenbau, das Männchen jedoch mit einem größeren Anteil von etwa 66 %. Die Gelege umfassen drei bis fünf Eier. Die Jungen schlüpfen 13 Tage nach Ablage des ersten Eis, die Brutzeit beträgt also nur etwa 10 Tage. Am Tag brüten beide Partner zu etwa gleichen Teilen, nachts brütet wie bei vielen Spechtarten jedoch nur das Männchen. Die Nestlingszeit beträgt etwa 31 Tage. Beide Partner versorgen die Nestlinge mit Futter, auch hierbei ist das Männchen aktiver. Die Jungvögel bleiben nach dem Ausfliegen noch etwa einen Monat lang bei den Eltern. Zweitbruten kommen vor, auch Drittbruten sind nachgewiesen.

## Bestand und Gefährdung
Angaben zur Größe des Weltbestandes gibt es nicht, die Art ist jedoch recht häufig. Der Bestandstrend ist vermutlich abnehmend, insgesamt wird der Jamaikaspecht von der IUCN aber noch als ungefährdet („least concern“) eingestuft.